# Сіріль Нгонге
Сіріль Нгонге (фр. Cyril Ngonge, нар. 26 травня 2000, Уккел) — бельгійський футболіст, нападник італійського клубу «Наполі».
Виступав, зокрема, за клуб «Гронінген», а також юнацьку збірну Бельгії.

## Клубна кар'єра
Народився 26 травня 2000 року в місті Уккел. Вихованець юнацьких команд футбольних клубів «Стандард» (Льєж) та «Брюгге».
У дорослому футболі дебютував 2019 року виступами за команду «Брюгге», в якій того року взяв участь у 3 матчах чемпіонату. 
Згодом з 2019 по 2021 рік грав у складі команд «Йонг ПСВ» та «Валвейк».
Своєю грою за останню команду привернув увагу представників тренерського штабу клубу «Гронінген», до складу якого приєднався 2021 року. Відіграв за команду з Гронінгена наступні два сезони своєї ігрової кар'єри. Більшість часу, проведеного у складі «Гронінгена», був основним гравцем атакувальної ланки команди.
Протягом 2023—2024 років захищав кольори клубу «Верона».
До складу клубу «Наполі» приєднався 2024 року. 

## Виступи за збірні
У 2014 році дебютував у складі юнацької збірної Бельгії (U-15), загалом на юнацькому рівні взяв участь у 20 іграх, відзначившись одним забитим голом.

## Титули і досягнення
- Володар Суперкубка Бельгії (1):

«Брюгге»: 2018
- Чемпіон Італії (1):

«Наполі»: 2024–25